# Violette Nozière (film)
Violette Nozière is een Franse dramafilm uit 1978 onder regie van Claude Chabrol.
De film is gebaseerd op het waar gebeurde verhaal van Violette Nozière (1915-1966), die in 1933 in Frankrijk voor een enorme sensatie zorgde toen ze op 18-jarige leeftijd haar ouders vergiftigde.

## Verhaal
De adolescente Violette Nozière, dochter van een hard werkende mecanicien van de spoorwegen, woont in het begin van de jaren 1930 met haar ouders op een klein appartement in Parijs. Terwijl ze thuis doorgaat voor een braaf en eenvoudig meisje, lijdt ze in de cafés van het Quartier Latin een vrolijk leven, koket gekleed en geparfumeerd, en heeft verscheidene studenten als minnaar. Ze doet zich voor als iemand uit een welgesteld milieu. Het geld haalt ze door af en toe haar ouders te bestelen of zich occasioneel te prostitueren. De argwaan van haar ouders wendt ze af door steeds meer leugens te verzinnen.
Als haar dokter vaststelt dat ze syfilis heeft, vraagt ze hem, om zich te hoeden voor de woede van haar ouders, te verklaren dat ze nog maagd is en dat het dus om een erfelijke vorm van syfilis zou gaan. Haar ouders geloven het, denken dat ze ook ziek zijn en nemen samen met haar geneesmiddelen in die de dokter voorschrijft.
Na verscheidene relaties wordt ze zwaar verliefd op Jean Dabin, een student rechten die voortdurend schulden heeft. Ze betaalt zijn schulden en geeft hem dure cadeaus, zelfs een gouden ring die ze van haar vader heeft gestolen.
Uiteindelijk ontdekken haar ouders haar relatie. Haar vader wil haar vriend thuis uitnodigen, maar zij kan hem niet onthullen dat ze uit zo'n nederig gezin komt.
In die uitzichtloze situatie laat ze haar ouders "medicamenten" nemen, op een vervalst doktersvoorschrift, die een zwaar vergif bevatten. Haar vader overlijdt, maar haar moeder, die niet alles innam, overleeft het.
Als haar moeder ontwaakt en de politie haar wil ondervragen, loopt Violette weg, wat als een bekentenis wordt beschouwd. Ze zwerft enkele dagen rond in Parijs, maar ze wordt herkend, want de kranten hebben haar foto van de moordenares gepubliceerd.
Aan de onderzoeksrechter vertelt ze dat ze eigenlijk alleen haar vader wilde doden, omdat die haar al jaren seksueel zou hebben misbruikt. Haar moeder, die haar leugens door heeft, spreekt dat hevig tegen en blijft de reputatie van haar overleden man verdedigen. Ze zegt dat ze haar nooit zal vergeven.
Na een sensationeel proces krijgt Violette de doodstraf voor vadermoord. De film eindigt daarop met de mededeling dat Violette Nozière werd begenadigd, na twaalf jaar werd vrijgelaten, trouwde en kinderen kreeg, en kort voor haar dood volledig werd gerehabiliteerd.

## Rolverdeling
| Acteur                 | Personage             |
| ---------------------- | --------------------- |
| Isabelle Huppert       | Violette Nozière      |
| Stéphane Audran        | Germaine Nozière      |
| Jean Carmet            | Baptiste Nozière      |
| Jean-François Garreaud | Jean Dabin            |
| Guy Hoffman            | Rechter               |
| Jean Dalmain           | Émile                 |
| Lisa Langlois          | Maddy                 |
| Henri-Jacques Huet     | Commissaris Guillaume |
| Bernard Alane          | Pinguet               |
| Bernadette Lafont      | Medegevangene         |
| Dominique Zardi        | Jongen in het café    |
| Dora Doll              | Madame Mayeul         |

## Commentaar
Claude Chabrol wilde een zo authentiek mogelijke film maken van de zaak Violette Nozière. Tegelijk schept hij een sfeer van dubbelzinnigheid rond het personage. Onder meer door een bruusk gebruik van flashbacks is het niet duidelijk of Violette al dan niet de waarheid spreekt.
Chabrol koos uitdrukkelijk Isabelle Huppert en Jean Carmet voor de rollen van Violette Nozière en haar vader. Beiden hadden eerder gespeeld in de film Dupont Lajoie, waarin Huppert door Carmet wordt verkracht. Daarmee suggereert hij in deze film een incestueuze relatie tussen beiden. Maar behalve dat en de indiscrete blikken van de vader, komt er geen overtuigend bewijs voor die relatie
Chabrol geeft een boeiend en realistisch beeld van de loodzware atmosfeer waarin Violette met haar ouders een bekrompen bestaan kent in een klein appartement, waar het aan intimiteit ontbreekt, en dat in een zeer preutse tijd. Daardoor lijkt Violette het slachtoffer van haar ouders en wordt haar gedrag begrijpelijk.
De film is ook een pleidooi tegen de doodstraf, die in Frankrijk nog bestond toen hij gedraaid werd.
Voor het maken van de film heeft Chabrol veel moeite gedaan om toestemming te krijgen van de kinderen van Violette Nozière, die aanvankelijk niet wilden dat er een film over hun moeder werd gemaakt.

## Prijzen
Op het Festival van Cannes 1978 kreeg Isabelle Huppert de prijs voor de beste actrice voor haar rol in deze film.
In 1979 kreeg Stéphane Audran, de echtgenote van de regisseur, de César voor beste vrouwelijke bijrol. Er waren toen ook nominaties voor de Césars voor de beste vrouwelijke hoofdrol (Isabelle Huppert), de beste decors en de beste filmmuziek.